# Micronecta khasiensis
Micronecta khasiensis (лат.) — вид мелких водяных клопов рода Micronecta из семейства Гребляки (Corixidae, Micronectinae, или Micronectidae). Юго-Восточная Азия (Вьетнам, Индия).

## Описание
Мелкие водяные клопы, длина от 2,1 до 2,3 мм. Протонум длиннее медианной длины головы. Дорзум серовато-коричневый. Гемелитрон серовато-коричневый с нечеткими темно-коричневыми полосами. Самцы: первичный паларный коготь параллельносторонний, на вершине усеченный; развит вторичный коготь. Срединная лопасть VII стернита самца короткая, с угловатой вершиной. Включён в подрод Micronecta (Unguinecta Nieser, Chen & Yang, 2005). Подрод Sigmonecta был установлен Nieser, Chen & Yang (2005) для типового вида Micronecta polhemusi Nieser, 2000. В этот подрод были включены ещё виды: M. khasiensis Hutchinson, 1940, M. matsumurai Miyamoto, 1965, M. melanochroa Nieser, Chen & Yang, 2005 и M. waltoniana Hutchinson, 1940. Вид был впервые описан в 1940 году, а его валидный статус подтверждён в ходе ревизии, проведённой в 2021 году вьетнамскими энтомологами Tuyet Ngan Ha и Anh Duc Tran (Faculty of Biology, VNU University of Science, Vietnam National University, Ханой, Вьетнам) по материалам из Вьетнама.